# Gian Filippo Felicioli
Gianfilippo Felicioli (30 september 1997) is een Italiaans voetballer die bij voorkeur als middenvelder speelt. Hij staat onder contract bij AC Milan, waar hij in 2015 doorstroomde vanuit de eigen jeugdopleiding.

## Clubcarrière
Felicioli is afkomstig uit de jeugdacademie van AC Milan. Op 1 februari 2015 zat hij voor het eerst op de bank onder coach Filippo Inzaghi in de competitiewedstrijd tegen Parma. Op 3 mei 2015 debuteerde de middenvelder in de Serie A tegen SSC Napoli. Milan verloor met 3–0 in het Stadio San Paolo na doelpunten van Marek Hamšík, Gonzalo Higuaín en Manolo Gabbiadini. Felicioli mocht na 84 minuten invallen voor Giacomo Bonaventura.

## Interlandcarrière
Felicioli kwam reeds uit voor verschillende Italiaanse nationale jeugdelftallen. In 2014 debuteerde hij voor Italië –18.

## Statistieken
| Club     | Seizoen | Serie A | Serie A | Coppa Italia | Coppa Italia | Europa | Europa | Andere | Andere | Totaal | Totaal |
| Club     | Seizoen | Wed     | Goals   | Wed          | Goals        | Wed    | Goals  | Wed    | Goals  | Wed    | Goals  |
| -------- | ------- | ------- | ------- | ------------ | ------------ | ------ | ------ | ------ | ------ | ------ | ------ |
| AC Milan | 2014–15 | 1       | 0       | 0            | 0            | 0      | 0      | 0      | 0      | 1      | 0      |
| AC Milan | Totaal  | 1       | 0       | 0            | 0            | 0      | 0      | 0      | 0      | 1      | 0      |